# Schizotetranychus cajani
Schizotetranychus cajani är en spindeldjursart som beskrevs av Gupta 1976. Schizotetranychus cajani ingår i släktet Schizotetranychus och familjen Tetranychidae. Inga underarter finns listade i Catalogue of Life.